# Graham Zusi
Graham Jonathan Zusi, mais conhecido como Graham Zusi (Longwood, 18 de agosto de 1986), é um futebolista norte-americano que atua como meio-campo. Atualmente está sem clube.

## Carreira
Zusi integrou a Seleção Estadunidense de Futebol na Copa Ouro da CONCACAF de 2017.

## Títulos
Seleção Estadunidense
- Copa Ouro da CONCACAF: 2017

### Universidade de Maryland
- NCAA Division I Men's Soccer Championship: 2005, 2008

### Sporting Kansas City
- MLS Cup: 2013
- Copa dos Estados Unidos: 2012, 2015 e 2017